# Південна Джорджія
Південна Джорджія — великий (площа суходолу — 3528 км², всього — 4100 км) субантарктичний острів у південній Атлантиці, найбільший в однойменному архіпелазі. Адміністративно є частиною заморської території Великої Британії (Південна Джорджія і Південні Сандвічеві острови) (тобто належать Великій Британії, але не є її частиною).
Південна Джорджія та Південні Сандвічеві острови управляються з Фолклендських островів, хоча і вважаються окремою територією; губернатор Фолклендських островів одночасно є комісаром Південної Джорджії і Південних Сандвічевих островів.

## Загальні відомості
Південна Джорджія — скелястий острів вулканічного походження, вкритий тундрою і океанічними луками в горах — вічні льодовики. Найвища точка — Пейджет (2934 м). Узбережжя порізане. На берегах — величезні популяції тюленів і пінгвінів. Клімат — субантарктичний, середньомісячна температура — від −1,5 °C в липні-серпні до + 5,3 °С у лютому. Опадів випадає 1400—1500 мм на рік, рівномірно протягом року. Постійні сильні вітри, погода переважно похмура. Геологічно острів з Південними Сандвічеві, Південними Шетландськими, Південними Оркнейськими островами і групами скель належать до Південно-Антильського хребта.

## Населення
На острові працюють наукові станції, як сезонні, так і цілорічні.[джерело?]. У 1982–2001 роках на острові розташовувався військовий гарнізон.

## Галерея

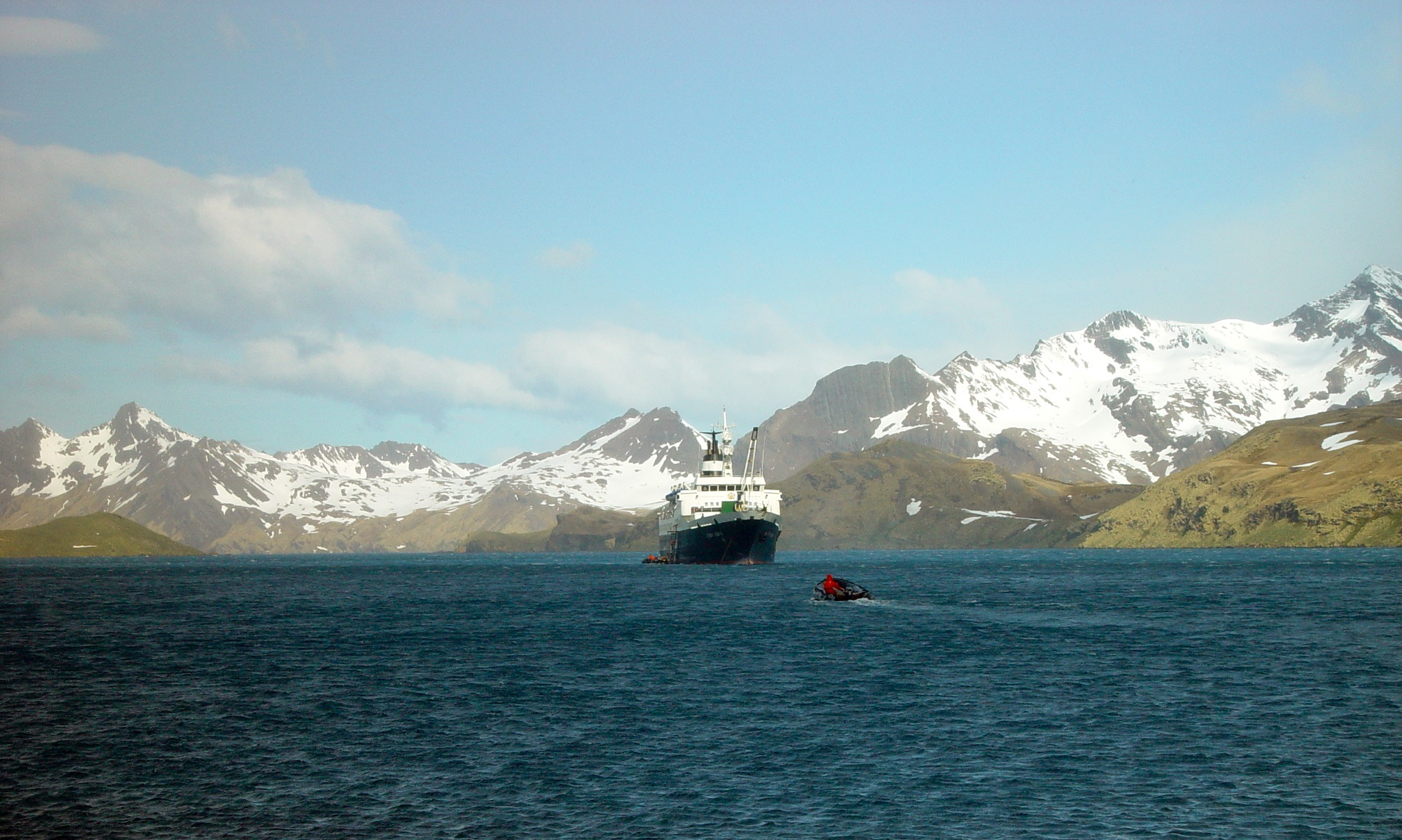
Бухта Стремнес
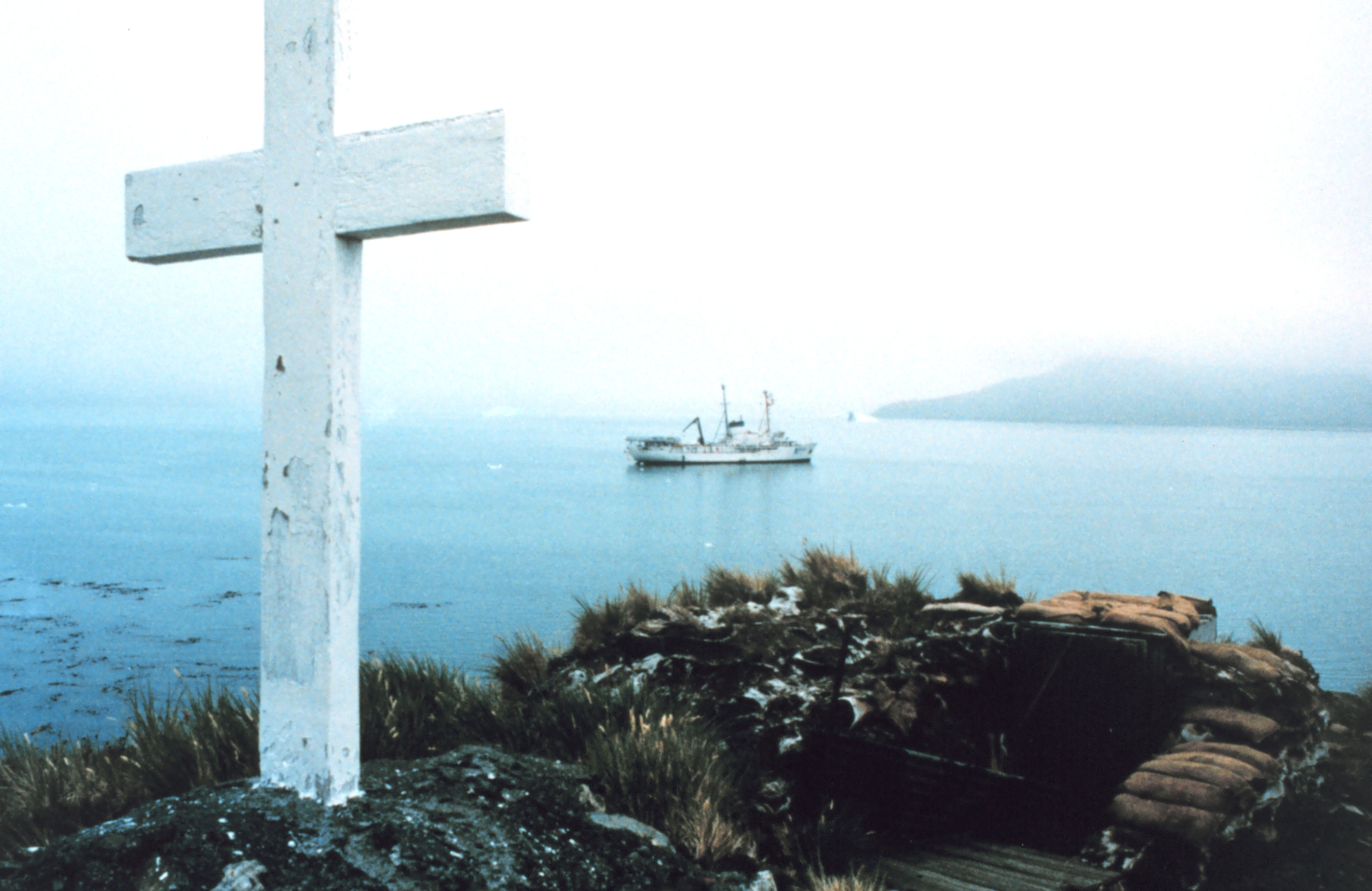
Могила Ернеста Шеклтона
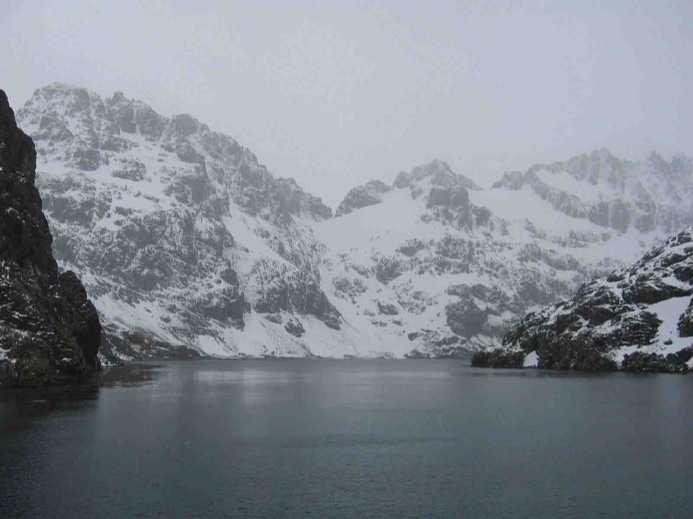
Фіорд Дригальського
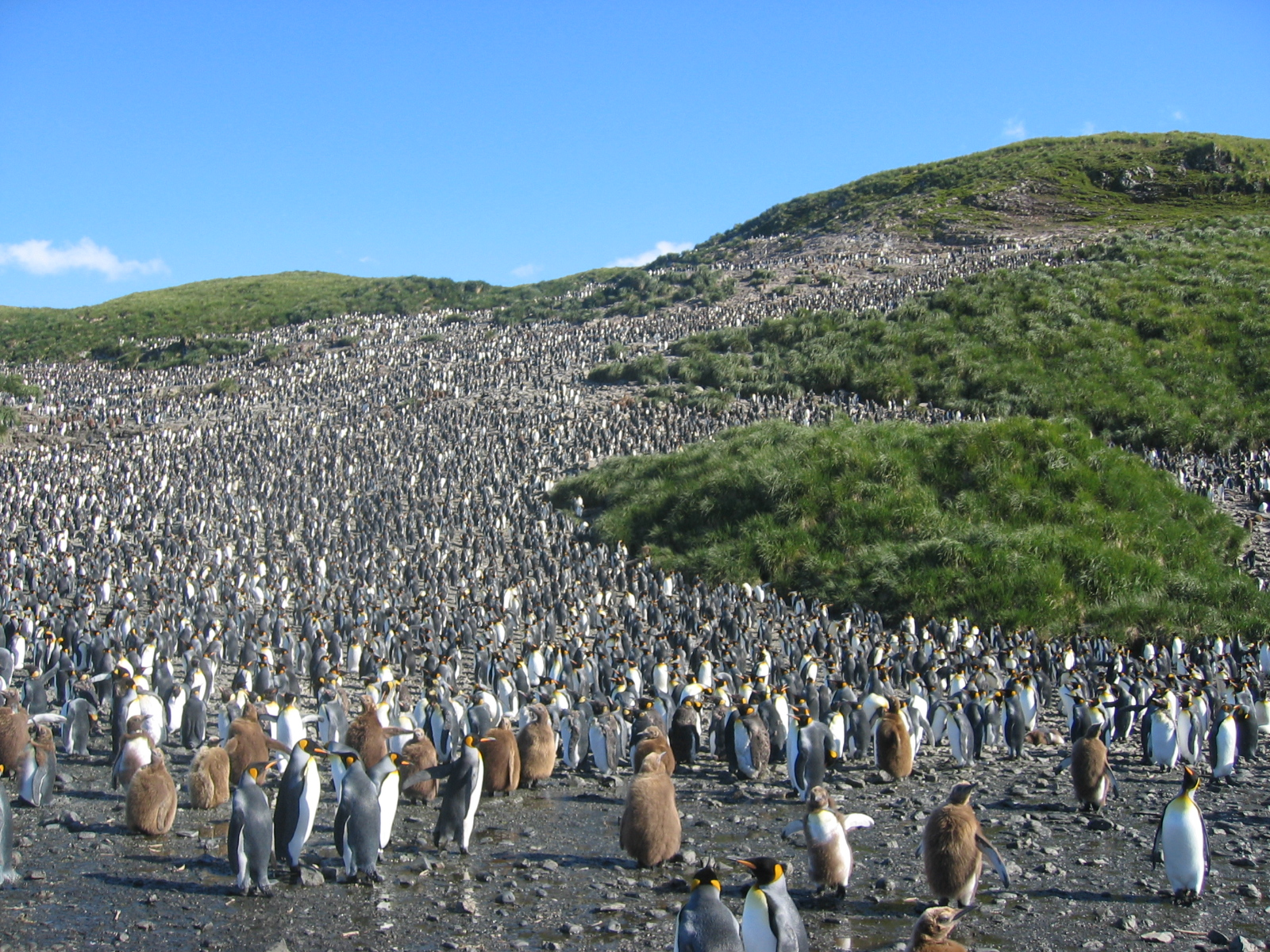
Колонія королівських пінгвінів